# Ivan Stanković

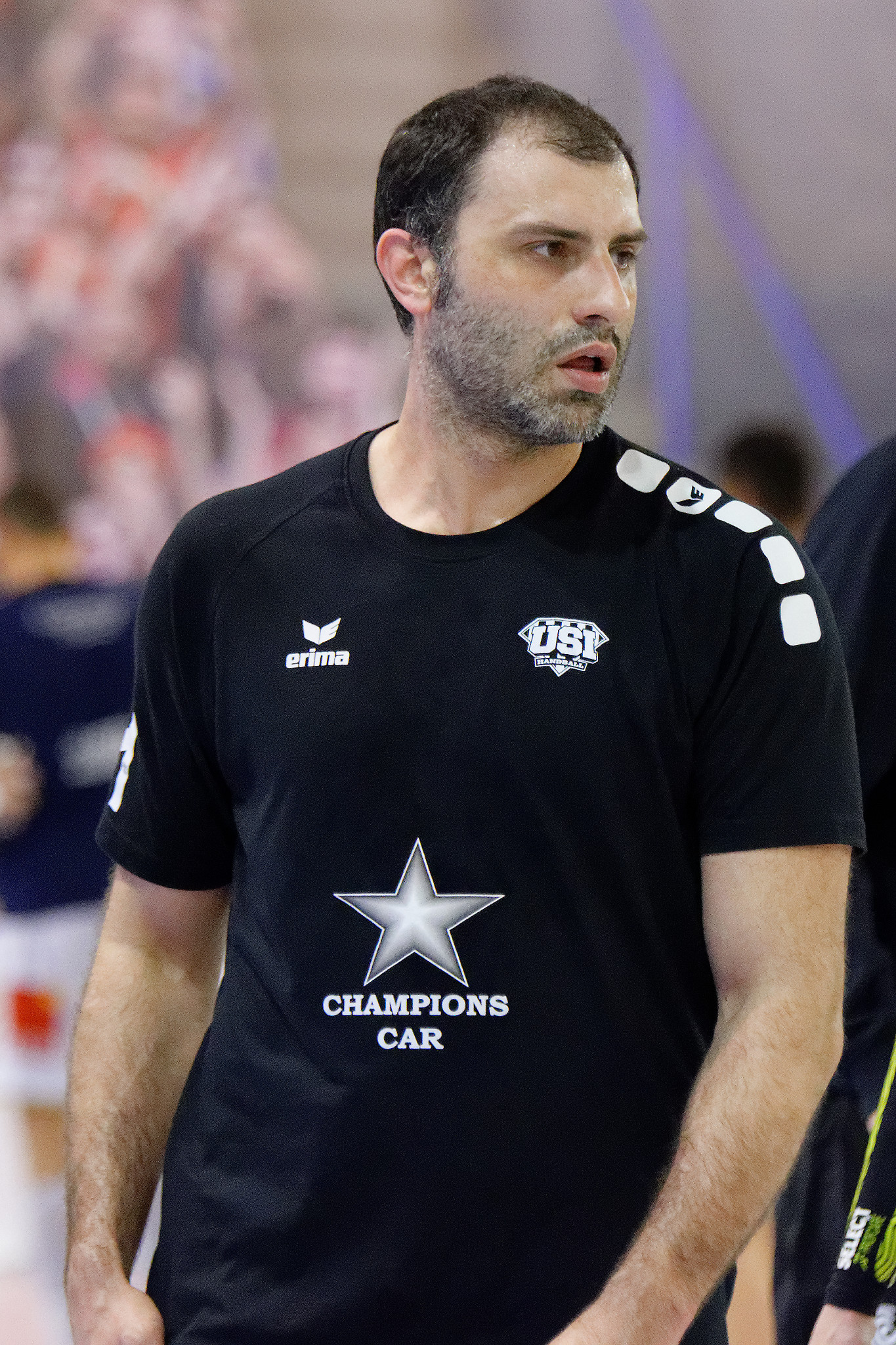
Ivan Stanković (2016)

Ivan Stanković (serbisch Иван Станковић; * 27. April 1982 in Belgrad) ist ein aus Jugoslawien stammender Handballspieler serbischer Nationalität.
Der 1,94 Meter große und 98 Kilogramm schwere rechte Rückraumspieler spielte bei BM Aragón, Bidasoa Irún und RK Partizan Belgrad. Mit diesen Vereinen spielte er im EHF-Pokal (2000/2001, 2005/2006, 2006/2007, 2007/2008, 2008/2009, 2009/2010), im Europapokal der Pokalsieger (2001/2002) und in der EHF Champions League (1999/2000, 2002/2003, 2003/2004). Ab 2011 stand Stanković beim französischen Verein US Créteil HB unter Vertrag. Drei Jahre später schloss er sich US Ivry HB an.
Ivan Stanković steht im Aufgebot der serbischen Nationalmannschaft. Er nahm an der Europameisterschaft 2010
und an der Weltmeisterschaft 2011 teil. Bis Dezember 2010 bestritt er zwölf Länderspiele, in denen er 19 Tore warf. Im Sommer 2012 nahm er an den Olympischen Spielen in London teil.